# Densité sur une variété
En géométrie différentielle, une densité est une notion qui sert à définir une intégrale indépendante de toute orientation. Ce faisant, elle sert d'abord à pouvoir intégrer sur une variété différentielle qui n'est pas orientable. Ensuite, la notion de densité sert aussi à définir une mesure positive sur une variété différentielle et, par conséquent, à pouvoir parler de densité de probabilité sur une variété différentielle.

## Densité sur un espace vectoriel
Définition : Une densité sur un espace vectoriel réel {\displaystyle V} de dimension {\displaystyle n} est une application {\displaystyle f:\otimes ^{n}V\to \mathbb {R} } telle que :
{\displaystyle f(Av_{1},...,Av_{n})=|\det(A)|f(v_{1},...,v_{n}),\quad \forall A\in \mathrm {GL} (n;\mathbb {R} ),\;\forall v_{1},...,v_{n}\in V}
Remarque : Cette définition se généralise au cas d'une densité définie sur un espace vectoriel complexe, voir.

## Densité sur une variété
Considérons une variété différentielle {\displaystyle M} de dimension {\displaystyle n} et soit {\displaystyle \pi :\mathrm {Fr} (M)\to M} son fibré des repères tangents. Considérons la représentation de groupe suivante :
{\displaystyle \rho :\mathrm {GL} (n;\mathbb {R} )\to (\mathbb {R} _{+},\cdot )\;;\;\lambda \mapsto |\det(\lambda )|^{-1}}
De cette représentation {\displaystyle \rho } on peut définir sur la variété {\displaystyle M} le {\displaystyle \mathbb {R} }-fibré vectoriel associé suivant :
{\displaystyle E:=\mathrm {Fr} (M)\times _{\rho }\mathbb {R} }
Définition : Une densité sur une variété {\displaystyle M} est une section du fibré {\displaystyle E}.
Remarque : Point par point, une densité sur une variété {\displaystyle M} est une densité d'espace vectoriel pour les fibres du fibré tangent {\displaystyle TM}.

## Exemples
Exemple 1 :
Soit {\displaystyle \Omega } une forme volume sur {\displaystyle M}.
Alors, la valeur absolue {\displaystyle |\Omega |} définie en tout point {\displaystyle x\in M} par :
{\displaystyle |\Omega |(v_{1},...,v_{n}):=|\Omega (v_{1},...,v_{n})|,\quad \forall v_{1},...,v_{n}\in T_{x}M}
est une densité sur {\displaystyle M}.
Exemple 2 :
Soit {\displaystyle (M,\omega )} une variété symplectique.
Alors la valeur absolue de la forme volume de Liouville {\displaystyle \Omega =\omega ^{n}/n!} est la densité de Liouville {\displaystyle |\Omega |}.

## Applications
Parmi les applications de la notion de densité sur une variété différentielle mentionnons :
- intégration sur une variété différentielle non orientable ;
- intégrales définies positives indépendamment de l'orientation pour définir une mesure :

{\displaystyle \mu (U)=\int _{U}|\Omega |}
Ceci permet entre autres de considérer une densité de probabilité sur une variété différentielle, par exemple dans un contexte de quantification géométrique.